# Жан-Пол Готие
Жан-Пол Готие (на френски: Jean-Paul Gaultier, френско произношение: [ʒɑ̃ pɔl go.tje], роден на 24 април 1952 г. в Баньо, Горна Сена) е френски дизайнер, основател на фирмата „Жан Пол Готие“ и член на Камарата на висшата мода.

## Биография
Жан-Пол Готие е роден в Баньо в скромно семейство в предградията на Париж, единствен син на баща счетоводител и майка касиер. Родителите му се преместват да живеят в близкия град Аркей. От малък бива заобиколен от грижовни родители и любяща баба, която го запознава с шивачеството. Тази среда, по-нататък става източник на вдъхновение за бъдещите му творения. Когато е едва шест годишен, младият Жан-Пол прави първите си „стилистични“ опити с плюшеното си мече, след като открива корсети в гардероба на баба си, които по-късно ще се превърнат в символи на своята бъдеща марка. На 15 години прави скици на колекция от дрехи за деца.
След като гледа филма „Falbalas“ от Жак Бекер, Жан-Пол решава да направи от шивачеството своя професия, пращайки свои скици на Пиер Карден. Когато навършва 18 години, се присъединява към престижната модна къща, където остава по-малко от година преди да се премести към Жак Естерел, а през 1971 г. – при екипа на Жан Пату.
През 1974 г., той е все още при Пиер Карден, който го изпраща на Филипините за изготвяне на модели предназначени за американския пазар. Той пуска първата си колекция в Двореца на откритието (на френски: Palais де ла Découverte) в Париж, но едва две години по-късно решава да създаде своя собствена марка. Първата му линия не отговаря на желания успех и Жан Пол Готие мисли да се откаже от всичко. Спасението му се оказва модната къща Кашияма която, с молба да направи колекция дрехи за тяхната фирма, ще изстреля Жан-Пол Готие.
1980-те години са свидетел на растежа на марката, която придобива огромен успех. Всъщност дизайнерът знае да се наложи: той има визия изцяло срещу течението на модата. По този начин се появява „етична“ колекция (collection „éthique“), близо 20 години преди да се зароди интересът към това движение. 1983 е годината, която придвижва Жан-Пол Готие на върха, с появата на това което по-късно ще се познае като „класик“ Готие, модата Boy Toy („Мъжът обект“) и мариниер. Следващата година мъжете са с поли на модните подиуми и се дава начало на модата унисекс: появява се познатият конусообразен сутиен.
Шийла е първата певица облечена от Жан-Пол Готие за концерта ѝ в парижката зала Зенит през 1985 г. и отново през 2004 г., малко преди Ивет Хорнър да се снима с негова рокля пред Айфеловата кула. Мадона също е облечена от него за две от световните ѝ турнета – Blond Ambition Tour през 1990 и Confessions Tour през 2006 г.
Поради нарастващия успех дизайнерът е длъжен да прави костюми за различни спектакли и филми. По-важните от тях са: Кика от Педро Алмодовар, Петият елемент, Градът на изгубените деца от Марк Каро и Жан-Пиер Жоне (1995 г.). С Антоан дьо Кон, той е водещ на шоуто Eurotrash, продуцирано от британската NBdC (Тим Нюман, Алекс Бергер, Антоан дьо Кон), което става голям хит във Великобритания.
Готие прави костюмите на много предавания, включително на хореографа Регине Шопино Дефилето (Le Défilé) (1985), шоу, което смесва комици, актьори и супермодели; важен момент в историята на модата и танца. През 2008 г. той създава костюми по поръчка на Анжелен Прелжокаж за спектакъла „Снежанка“.
Открит гей, Жан-Пол Готие е считан за символ на френската и международна гей култура.

## Колекции и търговски марки
Активни марки на фирмата на Жан-Пол включват: Jean Paul Gaultier, Gaultier PARIS – модна колекция – и бившата JEAN'S Paul Gaultier, (игра на думи – JEANS /джинси/ и Jean /Жан/). Eyewear Jean Paul Gaultier (очила) и Jean Paul Gaultier Argent (бижутерия). Освен готови за носене колекции, през 1988 г. Готие разширява своята запазена марка, включвайки Junior Gaultier, модна линия на по-ниски цени, предназначени за младежкия пазар, със силно морско влияние. През 1988 г. дизайнерът Джеф Банкс избира дрехи от Junior Gaultier за дрехи на годината.
Марката Junior Gaultier е заменена през 1994 г. с JPG by Gaultier, унисекс колекция, която следва идеята на дизайнера за плавността на половете. Gaultier Jean's, подобна линия, състояща се главно от деним и по-прост стил дрехи със силно улично влияние, е създадена през 1992 г., която бива заменена от Jean's Paul Gaultier от 2004 до 2008. Марката Junior Gaultier е преизползвана през 2009 г. за пускането на детски дрехи, като се очаква да приключи със създанането на една бебешка линия през 2011 г.
Действителният огромен успех на Готие идва с появата на неговата линия на висша мода през 1997 г. Чрез нея, той е в състояние свободно да се изразява в обхвата и обема на своето естетическо и рисувателно вдъхновение от коренно различни култури, от имперска Индия до Хасидическия юдаизъм. В резултат на този успех, модната къща Hermès (Ермес) наема Готие като творчески директор от 2003 до 2010. Ермес купува 30% от акциите на Жан-Пол Готие през 2003 г. и по-късно увеличава дела си до 45%.
Модното пролетно ревю на Готие през 2009 г. е повлияно от визуалния стил на певеца Клаус Номи и ползва запис на неговата песен Cold Song на ревюто.

## Парфюми
Освен моден дизайнер, Жан-Пол Готие е известен с популярната едноименна линия на парфюми. Първият му парфюм, Classique, за жени с аромат на ориенталски цветя, е пуснат в продажба през 1993 г., последван от Le Male за мъже, две години по-късно. И двата са изключително успешни, и днес Le Male е парфюм номер едно за мъжете в Европейския съюз въз основа на продажбите; също така има силни позиции на пазара в Австралия и Съединените щати.
Третият му аромат, дамският парфюм Fragile, е пуснат през 2000 г., но въпреки това, сега е в ограничено разпространение поради слабите продажби. През 2005 г. унисекс „парфюм за човечеството“ Gaultier2 е пуснат в продажба. Две години по-късно Fleur du Mâle стартира през април 2007 година, а след това, Eau de Cologne Fleur du Mâle като по-лека версия на Fleur du Mâle. Най-новият в семейството от парфюми Готие е дамски аромат Madame.
Всички „Jean Paul Gaultier“ парфюми са произведени в рамките на дългосрочен лиценз от базираната в Париж Beauté Prestige International, подразделение на японската компания Shiseido, която също произвежда парфюми за Narciso Rodriguez, Elie Saab и Issey Miyake.

## Награди
- 2006 – Стъклен глобус за най-добър моден дизайнер
- 2010 – AMFAR Award of Inspiration
- 2011 – Стъклен глобус за най-добър моден дизайнер